# Ален I (герцог Бретані)
Ален I Крива Борода (*Alain Barbetorte, між 900 та 910 —952) — герцог Бретані у 937—952 роках. Також іноді називають Аленом II (рахуючи від Алена I Великого).

## Життєпис
Був сином Матьєдуа I, графа Поера, та доньки короля Бретані Алена I. Народився між 900 та 910 роками. Близько 910 року після смерті батька стає новим графом Поера. У 913 році залишив Бретань, перебравшись до двору Едуарда Сповідника, короля Англії. Тут затоваришував з вигнанцем з Західно-Франкського королівства— Людовиком Каролінгом (майбутнім королем Людовиком IV). Перебував десь до 923 року.
У середині 920-х років в союзі з Юдикаелем Беранже, графом Ренна, розпочав повстання проти влади норманів в Бретані. Потім отримав підтримку Гуго Великого, графа Парижу, та Герьерта II, графа Вермандуа. Протягом 925—930 років завдано поразок правителям Фелекану і Інкону. З 931 року почалася також війна з Вільгельмом I, герцогом Нормандії, який захопив частину колишнього королівства Бретань, який оголосив себе бретонським герцогом.
У 936 року захопив важливе місто Доль, потім завдав поразки норманам на чолі з Інконом. 937 року війська Алена II захопили місто Нант, ставку норманів. Водночас вдалося відбити амбіції герцога Вільгельма I, але війна з ним тривала до 942 року.
937 або 938 року Ален II оголосив себе новим герцогом Бретані. Втім боротьба з норманами тривала до 939 року. Бретонський герцог уклав союз з Гуго I, графом Мена. В союзі з ним 1 серпня завдав остаточної поразки норманам у битві при Тран. Після цього діяв в союзі з королем Франції проти Нормандії та франкських магнатів.
У 942 році уклав мирний договір з королем Людовиком IV, за яким відмовився від Котантена і Авранша та претензій на графство Мен. Також уклав союз з Вільгельмом III, герцогом Аквітанії. Натомість отримав сеньйорії Тіффож, Моге, Ербоге.
У 944 році розпочалася боротьба з Юдикаелем Беранже, графом Ренна, який не бажав коритися Алену II. Боротьба тривала до самої смерті герцога. 948 року оженився на доньці графа Блуа і Шартра. Втім вже 952 року раптово помер, залишивши владу малому синові Дрого.

## Родина
Дружина — Аделаїда, донька Теобальда Старого, графа Блуа
Діти:
- Дрого (д/н—958), герцог Бретані у 952—958 роках

бастарди від коханки Юдит:
- Гоель (д/н—981), герцог Бретані у 958—981 роках
- Гюереш (д/н—988), герцог Бретані у 981—988 роках